# The Baked Potato

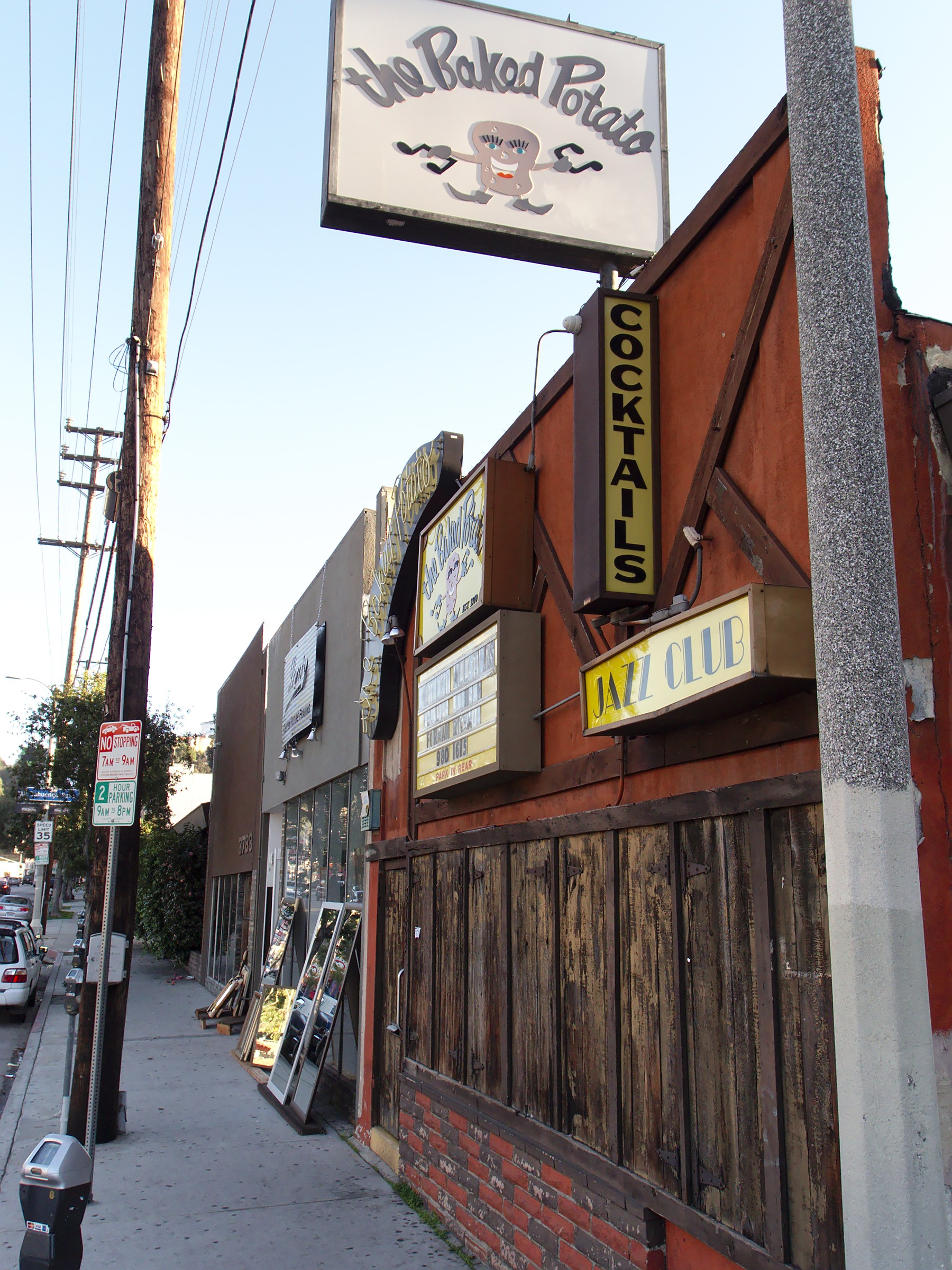
The Baked Potato Jazz Club 2015

The Baked Potato ist ein Jazzclub in Los Angeles, der seit 1970 besteht.
Der Jazzclub The Baked Potato befindet sich am Cahuenga Boulevard (3787 Cahuenga Blvd) im Stadtteil Studio City. Gegründet wurde er 1970 von dem Studiomusiker und Pianisten Don Randi; dessen Formation Don Randi and Quest firmierte als Hausband des Clubs. 1986 nahm Larry Carlton dort sein Album Last Nite auf.  2010 wurde The Baked Potato vom Stadtmagazin Los Angeles als bester Jazzclub in Los Angeles gewählt. Der Musiker Nick Menza starb dort während eines Konzerts 2016.
In dem Club entstanden Livemitschnitte von Jazz- und Fusionmusikern wie Brian Auger, Mike Keneally, Koinonia, Mark Isham, Mitchel Forman, Andreas Pettersson (At The Baked Potato, u. a. mit Ernie Watts) und von Cheryl Barnes & The Phillip Cabasso Orchestra.